# Gira 2014
Es la decimotercera gira que realizó la banda de heavy metal argentino Rata Blanca. Comenzó el 16 de febrero de 2014 y terminó el 17 de diciembre de ese mismo año. Se realizó en distintos puntos de Argentina y otros países más. Se realizaron 84 conciertos en 10 meses. Esta gira tampoco fue la presentación de ningún disco, sino que fue, como dijimos antes, un recorrido por Argentina y otros países. Esta gira se destaca por la participación de la banda en el Rock BA 2014. Este concierto fue transmitido por el noticiero argentino Todo Noticias. En la gira, la banda recorrió 8 ciudades de Estados Unidos entre el 3 y el 12 de octubre. Luego de finalizar la gira, la banda se tomó un descanso y luego se metieron a los estudios a grabar su nuevo disco, que lleva por nombre Tormenta eléctrica.

## Comienzo de la gira

### 2014
Comienzan el año 2014 tocando en la Ciudad del Rock, en el marco del Festival Rock BA. Gran parte del recital fue transmitido por el noticiero TN. Además, participaron Malón, Carajo, Leonchalón y otras bandas. 12 días después, la banda toca en La Trastienda, exactamente el día 28 de febrero, y agregaron una nueva función el día 1 de marzo. El día 7 de marzo, y luego de casi 9 años, la banda regresó a Chivilcoy, cuyo recital tuvo lugar en el Estadio Centro, y luego tocaron en Junín el día 8. Días después tocaron en Río Negro para participar de la Fiesta Nacional del Tomate. El 21 de marzo tocan por primera vez en Ituzaingó. La sede elegida para realizar el concierto fue el Teatro Gran Ituzaingó, en donde demostraron todo su poder. Luego, la banda vuelve a Avellaneda después de unos meses sin estar por esas tierras. El recital se desarrolló en el Teatro Colonial. Luego los esperó San Justo, Tucumán, Salta y Jujuy, ya terminando el mes. En abril, la banda encaró la ruta hacia Mendoza y San Juan, y la sede fue el Predio Ferial de General Alvear, y la otra Hugo Espectáculos. Luego de un buen tiempo regresaron a la capital de Mendoza para tocar nuevamente en el Auditorio Ángel Bustelo. Su última vez había sido el 13/10/2012 en la gira por los 25 años. Los shows del 5 y 6 de abril. Los días 25 y 26 de abril tocaron en Temperley y Escobar, este último recital en el Club Sportivo Escobar. El 9 de mayo volvieron a tocar en Haedo, exactamente en el Auditorio Oeste como en los años 2010, 2011, 2012 y 2013. Esta fue la quinta visita de la banda al Auditorio, ya que en las anteriores habían tocado en las giras Talismán Tour, XX Aniversario Magos, Espadas y Rosas y XXV Aniversario. Luego encararon la ruta hacia Santa Fe, San Nicolás de los Arroyos, San Miguel y Mar del Plata. El 24 de mayo participaron de la tercera edición del Vivo X El Rock, para después brindar conciertos en Luján, Laferrere, San Nicolás de los Arroyos nuevamente, Santa Fe, Rosario, Villa María, Río Tercero, Río Cuarto, Guayaquil, Ambato y Atuntaqui, todos estos en el mes de julio. A comienzos de agosto, la banda realizó dos conciertos en Río Negro, uno en Comodoro Rivadavia, uno en Villaguay, uno en Concordia y otros dos en Gualeguaychú. El día 15 regresaron luego de un año a Quilmes, brindando un recital en el Superclub. El 16 y 17 de agosto, la banda dio dos conciertos arrolladores en el Cine Teatro Plaza de San Martín. El 21 llegaron por segunda vez a Rafaela, cuyo recital tuvo lugar en el Cine Teatro Rafaela. Su última visita había sido en julio de 1991 en la Gira Por el camino del Sol, cuando dieron un recital en el estadio de Rafaela. Los esperó luego Cañada de Gómez, y la capital cordobesa. Entre el 29 de agosto y el 7 de septiembre dieron 6 conciertos en el Perú. En su regreso a ese país, el 5 de septiembre realizaron la canción De música ligera en homenaje a Gustavo Cerati, quien falleció el día anterior producto de un ACV que se le diagnosticó hace 4 años atrás. Los días 12 y 13 de septiembre, y después de un tiempo, Rata Blanca regresó a Paraguay para tocar en Ciudad del Este y Asunción. Las sedes fueron el Club Social Área 4 y el estadio de fútbol del Club Olimpia. El 20 de septiembre, después de 6 años, se anuncia el regreso a Uruguay, cuyo recital tuvo lugar en el Museo de las Migraciones (MUMI). Los días 25, 26 y 27 de septiembre dieron sus tres últimos conciertos en Buenos Aires antes de emprender una gira por los Estados Unidos. Tuvieron lugar en La Plata, Tigre y Lomas de Zamora. Justamente entre el 3 y el 12 de octubre realizaron la tan esperada gira por tierras norteamericanas. En ese país no tocaban hacía 5 años, desde que presentaron El reino olvidado. El 31 de octubre volvieron nuevamente a San Martín para ofrecer un concierto íntimo. Comienzan el mes de noviembre tocando en San Justo, Casilda y Paraná. El 9 de noviembre tenían previsto realizar un concierto en el Teatro Mayo, pero tuvieron que suspender el show y trasladarlo a ATE Casa España. Luego tocaron en La Rioja el 13 de noviembre, en Catamarca el 14 de noviembre, en Tucumán el 15 de noviembre, en Avellaneda el 21 de noviembre, en Ituzaingó el 22 de noviembre, en Olavarría el 27 de noviembre, en Bahía Blanca el 28 de noviembre, en Saladillo el 29 de noviembre y por último en Caracas, Sunchales, Lima, Palmira y Pasto entre el 3 y el 17 de diciembre, para despedir el año. En la última fecha se dio la salida de Pesados Vestigios, la placa discográfica de estudio número 9 de La Renga.

## Setlist
1. "Las voces del mar"
2. "El reino olvidado"
3. "Sólo para amarte"
4. "71-06 (Endorfina)"
5. "Michelle odia la oscuridad"
6. "Días duros"
7. "El círculo de fuego"
8. "El beso de la bruja"
9. "Solo de Danilo Moschen"
10. "Solo de Walter Giardino"
11. "Chico callejero"
12. "Guerrero del arco iris"
13. "Abrazando al rock and roll"
14. "La leyenda del hada y el mago"

## Bonus Track
1. "de musica ligera" (Canción original de Soda Stereo en la cual tocaron un pequeño fragmento, en homenaje póstumo a Gustavo Cerati Fallecido en septiembre de 2014 a causa de un ACV.

## Conciertos
| Fecha                    | Ciudad                     | País           | Recinto                           |
| ------------------------ | -------------------------- | -------------- | --------------------------------- |
| América del Sur          |                            |                |                                   |
| 16 de febrero de 2014    | Buenos Aires               | Argentina      | Ciudad del Rock                   |
| 28 de febrero de 2014    | Buenos Aires               | Argentina      | La Trastienda                     |
| 1 de marzo de 2014       | Buenos Aires               | Argentina      | La Trastienda                     |
| 7 de marzo de 2014       | Chivilcoy                  | Argentina      | Estadio Centro                    |
| 8 de marzo de 2014       | Junín                      | Argentina      | Sociedad Rural                    |
| 14 de marzo de 2014      | Lamarque                   | Argentina      | Polideportivo Municipal           |
| 21 de marzo de 2014      | Ituzaingó                  | Argentina      | Teatro Gran Ituzaingó             |
| 22 de marzo de 2014      | Avellaneda                 | Argentina      | Teatro Colonial                   |
| 23 de marzo de 2014      | San Justo                  | Argentina      | Encuentro Club                    |
| 28 de marzo de 2014      | Tucumán                    | Argentina      | Club Floresta                     |
| 29 de marzo de 2014      | Salta                      | Argentina      | Teatro Provincial                 |
| 30 de marzo de 2014      | Jujuy                      | Argentina      | Teatro José Hernández             |
| 4 de abril de 2014       | General Alvear             | Argentina      | Predio Ferial                     |
| 5 de abril de 2014       | San Juan                   | Argentina      | Hugo Espectáculos                 |
| 6 de abril de 2014       | Mendoza                    | Argentina      | Auditorio Ángel Bustelo           |
| 25 de abril de 2014      | Temperley                  | Argentina      | Auditorio Sur                     |
| 26 de abril de 2014      | Belén de Escobar           | Argentina      | Club Sportivo Escobar             |
| 9 de mayo de 2014        | Haedo                      | Argentina      | Auditorio Oeste                   |
| 10 de mayo de 2014       | Santa Fe                   | Argentina      | Teatro Municipal 1.º de Mayo      |
| 11 de mayo de 2014       | San Nicolás de los Arroyos | Argentina      | Teatro Municipal Rafael de Aguiar |
| 16 de mayo de 2014       | San Miguel                 | Argentina      | Club Zone                         |
| 17 de mayo de 2014       | Mar del Plata              | Argentina      | Teatro Radio City                 |
| 24 de mayo de 2014       | Lima                       | Perú           | Parque de la Exposición           |
| 11 de julio de 2014      | Luján                      | Argentina      | CCP Luján                         |
| 12 de julio de 2014      | Laferrere                  | Argentina      | Momo Rock                         |
| 15 de julio de 2014      | San Nicolás de los Arroyos | Argentina      | Teatro Municipal Rafael de Aguiar |
| 16 de julio de 2014      | Santa Fe                   | Argentina      | Teatro Municipal San Nicolás      |
| 17 de julio de 2014      | Rosario                    | Argentina      | Auditorio Fundación Astengo       |
| 18 de julio de 2014      | Villa María                | Argentina      | Teatro Verdi                      |
| 19 de julio de 2014      | Río Tercero                | Argentina      | Teatro Real Cooperativo           |
| 20 de julio de 2014      | Río Cuarto                 | Argentina      | Club Ciudad de Río Cuarto         |
| 24 de julio de 2014      | Guayaquil                  | Ecuador        | Centro Cívico Explanada           |
| 25 de julio de 2014      | Ambato                     | Ecuador        | Plaza de Toros                    |
| 26 de julio de 2014      | Atuntaqui                  | Ecuador        | Estadio Olímpico                  |
| 1 de agosto de 2014      | Bariloche                  | Argentina      | Puerto San Carlos                 |
| 2 de agosto de 2014      | Cipolletti                 | Argentina      | Meet Dance Club                   |
| 3 de agosto de 2014      | Comodoro Rivadavia         | Argentina      | Estadio Socio Fundadores          |
| 7 de agosto de 2014      | Villaguay                  | Argentina      | Teatro Emilio Berisso             |
| 8 de agosto de 2014      | Concordia                  | Argentina      | Teatro Fundación Odeón            |
| 9 de agosto de 2014      | Gualeguaychú               | Argentina      | Teatro Gualeguaychú               |
| 10 de agosto de 2014     | Gualeguaychú               | Argentina      | Teatro Gualeguaychú               |
| 15 de agosto de 2014     | Quilmes                    | Argentina      | Superclub Space                   |
| 16 de agosto de 2014     | San Martín                 | Argentina      | Cine Teatro Plaza                 |
| 17 de agosto de 2014     | San Martín                 | Argentina      | Cine Teatro Plaza                 |
| 21 de agosto de 2014     | Rafaela                    | Argentina      | Cine Teatro Belgrano              |
| 22 de agosto de 2014     | Cañada de Gómez            | Argentina      | Teatro Verdi                      |
| 23 de agosto de 2014     | Córdoba                    | Argentina      | Captain Blue XL                   |
| 29 de agosto de 2014     | Tacna                      | Perú           | Estadio Paillardelle              |
| 30 de agosto de 2014     | Cuzco                      | Perú           | Jardín de la Cerveza              |
| 31 de agosto de 2014     | Juliaca                    | Perú           | Campo Ferial                      |
| 5 de septiembre de 2014  | Arequipa                   | Perú           | Explanada Palacio Metropolitano   |
| 6 de septiembre de 2014  | Lima                       | Perú           | Estadio San Marcos                |
| 7 de septiembre de 2014  | Huancayo                   | Perú           | Counntry Club Los Huancos         |
| 12 de septiembre de 2014 | Ciudad del Este            | Paraguay       | Club Área 4                       |
| 13 de septiembre de 2014 | Asunción                   | Paraguay       | Club Olimpia                      |
| 20 de septiembre de 2014 | Montevideo                 | Uruguay        | Museo de las Migraciones          |
| 25 de septiembre de 2014 | La Plata                   | Argentina      | Teatro Coliseo Podestá            |
| 26 de septiembre de 2014 | Tigre                      | Argentina      | Teatro Niní Marshall              |
| 27 de septiembre de 2014 | Lomas de Zamora            | Argentina      | Teatro Coliseo                    |
| América del Norte        |                            |                |                                   |
| 3 de octubre de 2014     | Atlanta                    | Estados Unidos | Atlanta Peach Theater             |
| 4 de octubre de 2014     | Chicago                    | Estados Unidos | Aragon Ballroom                   |
| 5 de octubre de 2014     | Queens                     | Estados Unidos | LA Boom                           |
| 6 de octubre de 2014     | Nueva York                 | Estados Unidos | Stage 48                          |
| 8 de octubre de 2014     | Washington                 | Estados Unidos | The Harvard Theatre               |
| 10 de octubre de 2014    | Dallas                     | Estados Unidos | Far West                          |
| 11 de octubre de 2014    | Santa Ana                  | Estados Unidos | The Observatory                   |
| 12 de octubre de 2014    | San José                   | Estados Unidos | Shoreline                         |
| América del Sur          |                            |                |                                   |
| 31 de octubre de 2014    | San Martín                 | Argentina      | Cine Teatro Plaza                 |
| 1 de noviembre de 2014   | San Justo                  | Argentina      | Skylab                            |
| 7 de noviembre de 2014   | Casilda                    | Argentina      | Cine Libertador                   |
| 8 de noviembre de 2014   | Paraná                     | Argentina      | Teatro 3 de Febrero               |
| 9 de noviembre de 2014   | Santa Fe                   | Argentina      | ATE Casa España                   |
| 13 de noviembre de 2014  | La Rioja                   | Argentina      | M&M Multiespacio                  |
| 14 de noviembre de 2014  | Catamarca                  | Argentina      | Cine Teatro Catamarca             |
| 15 de noviembre de 2014  | Tucumán                    | Argentina      | Teatro Mercedes Sosa              |
| 21 de noviembre de 2014  | Avellaneda                 | Argentina      | Teatro Colonial                   |
| 22 de noviembre de 2014  | Ituzaingó                  | Argentina      | Teatro Gran Ituzaingó             |
| 27 de noviembre de 2014  | Olavarría                  | Argentina      | Teatro Municipal                  |
| 28 de noviembre de 2014  | Bahía Blanca               | Argentina      | Teatro Don Bosco                  |
| 29 de noviembre de 2014  | Saladillo                  | Argentina      | Cine Teatro Español               |
| 3 de diciembre de 2014   | Caracas                    | Venezuela      | Poliedro de Caracas               |
| 6 de diciembre de 2014   | Sunchales                  | Argentina      | Low Disco                         |
| 13 de diciembre de 2014  | Lima                       | Perú           | Parque de la Exposición           |
| 15 de diciembre de 2014  | Palmira                    | Colombia       | Coliseo de Ferias                 |
| 17 de diciembre de 2014  | Pasto                      | Colombia       | Coliseo Champagnat                |

## Conciertos suspendidos y/o reprogramados
| Fecha                   | Ciudad, País                      | Lugar                       | Motivo |
| ----------------------- | --------------------------------- | --------------------------- | --- |
| 9 de noviembre de 2014  | San Francisco, Córdoba, Argentina | Teatro Mayo                 | El concierto fue suspendido por razones ajenas a la banda. Se pasó a ATE Casa España. Volvieron a San Francisco el 19 de agosto de 2016 en la Gira de la Tormenta Eléctrica.                                      |
| 29 de noviembre de 2014 | Azul, Buenos Aires, Argentina     | Complejo General San Martín | El concierto se suspendió también por razones ajenas a la banda. Se trasladó a Saladillo. Tocaron en Azul el 7 de abril de 2017 en la Gira de la Tormenta Eléctrica. El concierto se realizó en el Teatro Español |

## Curiosidades
En el concierto del 1 de marzo de 2014, durante la interpretación de su tema Guitarra española, se pudieron ver luces rojas y amarillas, representando la bandera de España, y atrás de la batería, pudo verse la bandera de ese país.

## Formación durante la gira
- Adrián Barilari - Voz (1989-1993, 2000-Actualidad)
- Walter Giardino - Guitarra líder (1986-1997, 2000-Actualidad)
- Guillermo Sánchez - Bajo (1987-1997, 2000-2017)
- Danilo Moschen - Teclados (2010-Actualidad)
- Fernando Scarcella - Batería (2000-2023)